# Hispodonta plagiata
Hispodonta plagiata is een keversoort uit de familie bladkevers (Chrysomelidae). De wetenschappelijke naam van de soort werd in 1887 gepubliceerd door Joseph Sugar Baly.